# Вельмисов
Вельми́сов — мордовская фамилия.

## Происхождение
Фамилия образована от женского мордовского имени — Вельмата, происходящего от слова «вельмемс» (оживать, воскресать).